# 1er novembre en sport
1er octobre 1er décembre
Chronologies thématiques
- Croisades
- Ferroviaires
- Disney

Le 1er novembre (305e jour de l'année ou 306e en cas d'année bissextile) en sport.

## Événements

### XIXesiècle
- 1870 :
  - (Baseball) : les Chicago White Stockings remportent le 14e et dernier championnat de baseball de la NABBP avec 65 victoires et 8 défaites[1].
- 1874 :
  - (Baseball) : les Boston Red Stockings remportent le 4e championnat des États-Unis de baseball organisé par la National Association of Professional Base Ball Players avec 52 victoires et 18 défaites[2].
- 1884 :
  - (Football gaélique & Hurling) : fondation à Dublin de la Gaelic Athletic Association qui gère notamment le Hurling et le Football Gaélique.
- 1886 :
  - (Athlétisme) : un « Championnat international » à Paris est organisé par le Racing club de France réunissant des athlètes belges, anglais et français.
- 1897 :
  - (Football) : fondation, à Turin, de la Juventus Football Club, qui deviendra l'équipe la plus titrée d'Italie, et à Bruxelles, de la Royale Union Saint-Gilloise, un des clubs les plus titrés de la Belgique.

### XXesièclede1901à1950
- 1914 :
  - (Football) : fondation du Botafogo Sport Club, également connu sous le nom de Sport Club Botafogo, club brésilien basé à Salvador de Bahia dans l'État de Bahia.
- 1925 :
  - (Cyclisme) : à Montlhéry, Jean Brunier établit un nouveau Record de vitesse à vélo sur le plat derrière abri à 120,958 km/h.
  - 1946: (Basketball) : première rencontre de la Basketball Association of America (future NBA) opposant les Huskies de Toronto aux Knicks de New York

### XXesièclede1951à2000
- 1980 :
  - (Rugby à XV) : Paul Ringer dispute son dernier test match avec l'équipe du Pays de Galles contre l'équipe de Nouvelle-Zélande.
- 1982 :
  - (Rallye automobile) : arrivée du Rallye de Côte d'Ivoire.
- 1987 :
  - (Formule 1) : Grand Prix automobile du Japon.
- 1998 :
  - (Formule 1) : Grand Prix automobile du Japon.

### XXIesiècle
- 2009 :
  - (Formule 1) : Grand Prix d'Abou Dabi.
- 2015 :
  - (Athlétisme /Marathon) : sur la 45e édition du marathon de New York aux États-Unis, victoire des Kényans Mary Keitany chez les femmes et de Stanley Biwott chez les hommes. L'américaine Tatyana McFadden et le sud-africain Ernst van Dyk s'imposent dans la catégorie fauteuil roulant.
  - (Baseball /Ligue majeure) : les Royals de Kansas City remportent la Série mondiale 2015.
  - (Compétition automobile /Formule 1) : parti en pole position du Grand Prix automobile du Mexique, Nico Rosberg signe sa quatrième victoire de la saison. Le pilote allemand a devancé le champion du monde Lewis Hamilton.
  - (Tennis /Masters de tennis féminin) : au terme d'une finale disputée, la Polonaise Agnieszka Radwańska s'est adjugé le Masters de Singapour en disposant en finale de la Tchèque, Petra Kvitová en trois manches (6-2, 4-6, 6-3).
- 2020 : 
  - (Compétition automobile /Formule 1) : sur le Grand Prix automobile d'Émilie-Romagne disputé sur l'Autodromo Enzo e Dino Ferrari d'Imola, victoire du Britannique Lewis Hamilton qui s'impose devant le Finlandais Valtteri Bottas et l'Australien Daniel Ricciardo[3].
  - (Cyclisme sur route)
    - (Tour d'Espagne) : sur la 12e étape du Tour d'Espagne qui se déroule de La Pola Llaviana à l'Alto de l'Angliru, sur une distance de 109,4 km, victoire du Britannique Hugh Carthy. L'Équatorien Richard Carapaz reprend le maillot rouge.
    - (Tour de France) : présentation par Christian Prudhomme du parcours complet de l'édition 2021 du Tour de France[4].

## Naissances

### XIXesiècle
- 1852 :
  - Louis Hall, joueur de cricket anglais. († 19 novembre 1915).
- 1865 :
  - Monty Bowden, joueur de cricket anglais. (2 sélections en Test cricket). († 19 février 1892).
- 1869 :
  - Fred Wheldon, footballeur et joueur de cricket anglais. (4 sélections avec l'Équipe d'Angleterre de football). († 13 janvier 1924).
- 1886 :
  - Otto Authén, gymnaste norvégien. Médaillé d'argent du concours du concours par équipes aux Jeux de Londres 1908. († 7 juillet 1971).
- 1889 :
  - Philip J. Noel-Baker, athlète de demi-fond puis homme politique britannique. Médaillé d'argent du 1 500m aux Jeux d'Anvers 1920. († 8 octobre 1982).
- 1898 :
  - Arthur Legat, pilote de courses automobile belge. († 23 février 1960).

### XXesièclede1901à1950
- 1907 :
  - Edmond Delfour, footballeur puis entraîneur français (41 sélections en équipe de France. († 21 décembre 1990).
  - Maxie Rosenbloom, boxeur américain champion du monde poids mi-lourds de boxe du 25 juin 1930 au 16 novembre 1934. († 6 mars 1976).
- 1918 : 
  - Ken Miles, pilote de courses automobile britannique. († 17 août 1966).
- 1921 : 
  - Jacinto do Carmo Marques (Jacinto Marques ou Jacinto), footballeur portugais.
- 1925 : 
  - Fritz Laband, footballeur allemand. Champion du monde de football 1954 (4 sélections en équipe nationale). († 3 janvier 1982).
- 1927 : 
  - Victor Pellot, joueur de baseball portoricain. († 29 novembre 2005).
- 1931 : 
  - Mike Birch, navigateur canadien. Vainqueur de la Route du Rhum en 1978 et de Monaco-New-York en 1985. († 26 octobre 2022).
- 1932 : 
  - Al Arbour, hockeyeur sur glace puis entraîneur canadien. († 28 août 2015).
- 1933 : 
  - Antoine Kohn, footballeur puis entraîneur luxembourgeois. (7 sélections en équipe nationale, † 24 novembre 2012).
- 1934 :
  - Raymond Mastrotto, cycliste sur route français. († 11 mars 1984).
  - Klaus Richtzenhain, athlète de demi-fond allemand. Médaillé d'argent du 1 500m aux Jeux de Melbourne 1965. († 6 mars 2025).
- 1935 : 
  - Gary Player, golfeur sud-africain. Vainqueur des Opens britanniques de 1959, 1968 et 1974, des Masters 1961, 1974 et 1978, des Championnats de la PGA 1962 et 1972 puis de l'US Open 1965.
- 1938 : 
  - Serge Bec, épéiste, fleurettiste et sabreur puis pongiste handisport français. Champion paralympique de l'épée en individuel, du sabre en individuel et par équipes, médaillé d'argent de l'épée par équipes aux Jeux de Tokyo 1964 puis champion olympique de l'épée et du sabre par équipes, médaillé d'argent du fleuret par équipes et du sabre en individuel puis de bronze de l'épée individuelle aux Jeux de Tel Aviv 1968.
- 1947 : 
  - Gordon Brown, joueur de rugby à XV écossais. (30 sélections en équipe nationale). († 19 mars 2001).
- 1949 :
  - Bernhard Cullmann, footballeur allemand. Champion du monde du monde de football en 1974. Champion d'Europe en 1980. (40 sélections en équipe nationale).
  - Yevgeniy Mironov, athlète de lancers de poids soviétique puis russe. Médaillé d'argent aux Jeux de Montréal de 1976.
  - Florence Steurer, skieuse française. Médaillée de bronze du slalom aux J.O. de Sapporo de 1972.
  - Bruno Sotty, pilote de courses automobile d'endurance français.

### XXesièclede1951à2000
- 1951 :
  - Fernando Mamede, athlète de fond portugais. Détenteur du Record du monde du 10 000 m du 2 juillet 1984 au 18 août 1989.
- 1954 :
  - Patrick Zagar, footballeur français.
- 1955 :
  - Philippe Destribats, joueur de rugby à XV français. († 25 février 2012).
- 1960 :
  - Marcel Koller, footballeur puis entraîneur suisse. (56 sélections en équipe nationale). Sélectionneur de l'équipe d'Autriche depuis 2011.
  - Fernando Valenzuela, joueur de baseball mexicain. († 22 octobre 2024).
- 1961 :
  - Nicky Grist, copilote de rallye automobile gallois. (21 Victoires en championnat du monde des rallyes).
- 1967 :
  - Miguel Rimba, footballeur bolivien. (8 sélections en équipe nationale).
- 1969 :
  - Tie Domi, hockeyeur sur glace canadien.
- 1971 :
  - Aleksey Tikhonov patineur artistique de couple russe. Champion du monde de patinage artistique en couple 2000.
- 1973 :
  - Igor González de Galdeano, cycliste sur route espagnol.
  - Xiaoshuang Li, gymnaste chinois. Champion olympique du sol, médaillé d'argent du concours par équipes et de bronze aux anneaux aux Jeux de Barcelone 1992 puis champion olympique du concours général individuel, médaillé d'argent du sol et du concours par équipes aux Jeux d'Atlanta 1996. Champion du monde de gymnastique artistique du concours par équipes 1994 puis champion du monde de gymnastique artistique du concours général individuel et par équipes 1995.
- 1974 :
  - V. V. S. Laxman, joueur de cricket indien. (134 sélections en test cricket).
- 1975 :
  - Lukasz Kruczek, sauteur à ski polonais.
  - Cuttino Mobley, basketteur américain.
  - Éric Perrin, hockeyeur sur glace canadien.
  - Erben Wennemars, patineur de vitesse néerlandais. Médaillé de bronze du 1 000 m et de la poursuite par équipes aux Jeux de Turin 2006.
- 1978 :
  - Bermane Stiverne, boxeur canadien. Champion du monde poids lourds de boxe du 10 mai 2014 au 17 janvier 2015.
- 1979 :
  - Coco Crisp, joueur de baseball américain.
- 1982 :
  - Johanna Elsig, footballeuse allemande. (15 sélections en équipe nationale).
  - Pierre-Alexandre Robin, judoka français, médaillé mondial en 2005.
- 1983 :
  - Cédric Fèvre-Chevalier, tireur handisport français. Champion olympique du tir à 10m couché aux Jeux de Londres 2012.
  - Sebastián Gómez, footballeur andorran. (23 sélections en équipe nationale).
  - Matt Moulson, hockeyeur sur glace canadien.
- 1984 :
  - Tom Kimber-Smith, pilote de courses automobile britannique.
  - Miloš Krasić, footballeur serbe. Vainqueur de la Coupe UEFA 2005 (47 sélections en équipe nationale).
  - LaQuan Prowell, basketteur américain.
  - Stephen Vogt, joueur de baseball américain.
- 1985 :
  - Marcus Landry, basketteur américain.
  - Paulo Orlando, joueur de baseball brésilien.
- 1987 :
  - Tony Hurel, cycliste sur route français.
  - Jordi Rubio, footballeur andorran. (40 sélections en équipe nationale).
- 1988 :
  - Masahiro Tanaka, joueur de baseball japonais.
- 1989 :
  - Samir Aït Saïd, gymnaste artistique français. Champion d'Europe de gymnastique artistique aux anneaux 2013.
  - Gabriela Koukalová, biathlète tchèque. Médaillée d'argent du départ en ligne 12,5km et du relais mixte aux Jeux de Sotchi 2014. Championne du monde de biathlon du relais mixte 2015 et du sprint 2017.
- 1990 :
  - Sébastien Corchia, footballeur français.
  - Tim Frazier, basketteur américain.
- 1991 :
  - Davion Berry, basketteur américain.
  - Julia Ciupka, hockeyeuse sur gazon allemande. (32 sélections en équipe nationale).
- 1992 :
  - Johanna Elsig, footballeuse allemande. (15 sélections en équipe nationale).
  - Filip Kostić, footballeur serbe. Vainqueur de la Ligue Europa 2022. (64 sélections en équipe nationale).
  - Jefferson Poirot, joueur de rugby à XV français. (11 sélections en équipe de France).
- 1993 :
  - Henock Inonga Baka, footballeur congolais. (16 sélections en équipe nationale).
  - Richard Ofori, footballeur ghanéen. (33 sélections en équipe nationale).
- 1994 :
  - James Ward-Prowse, footballeur anglais. (4 sélections en équipe nationale).
- 1995 :
  - Joey Carbery, joueur de rugby à XV irlandais. Vainqueur du Grand Chelem 2018 et de la Coupe d'Europe de rugby à XV 2018. (18 sélections en équipe nationale).
  - Joe Chealey, basketteur américain.
- 1996 :
  - Mohamed Dellahi Yali, footballeur mauritanien. (69 sélections en équipe nationale).
  - Chinanu Onuaku, basketteur américain.
- 1997 :
  - Nordi Mukiele, footballeur français.

### XXIesiècle
- 2001 :
  - Oskar Fallenius, footballeur suédois.
- 2003 :
  - Ernest Nuamah, footballeur ghanéen. (9 sélections en équipe nationale).

## Décès

### XIXesiècle
- 1939 :
  - Aloïs Catteau, 62 ans, cycliste sur route belge. (° 11 août 1877).

### XXesièclede1901à1950
- 1950 :
  - Louis Magnus, 69 ans, patineur artistique puis hockeyeur sur glace et ensuite dirigeant sportif français. Fondateur de la IIHF et président de 1908 à 1912 et en 1914. (° 25 mai 1881).
- 1968 :
  - Ludowika Jakobsson, 84 ans, patineuse artistique individuelle et de couple germano-finlandaise. Championne olympique en couple aux Jeux d'Anvers 1920 puis médaillée d'argent en couple aux Jeux de Chamonix 1924. Championne du monde de patinage artistique en couple 1911, 1914 et 1923. (° 25 juillet 1884).

### XXesièclede1951à2000
- 1957 :
  - Daniele Angeloni, 82 ans, footballeur puis entraîneur italien. (° 26 août 1875).
- 1962 :
  - Ricardo Rodriguez, 20 ans, pilote de courses automobile mexicain. (° 14 février 1942).
- 1987 :
  - Pierre Matignon, 44 ans, cycliste sur route français. (° 11 février 1943).
- 1997 :
  - Roger Marche, 73 ans, footballeur français. (63 sélections en équipe de France). (° 5 mars 1924).
- 1999 :
  - Walter Payton, 45 ans, joueur de foot U.S. américain. (° 25 juillet 1954).
- 2000 :
  - George Armstrong, 56 ans, footballeur puis entraîneur anglais. (° 9 août 1944).

### XXIesiècle
- 2001 :
  - Serge Mesonès, 53 ans, footballeur français. (° 15 mars 1948).
- 2010 :
  - Ed Litzenberger, 78 ans, hockeyeur sur glace canadien. (° 15 juillet 1932).
- 2012 :
  - Jan Louwers, 82 ans, footballeur néerlandais. († 3 juillet 1930).
  - Pascual Pérez, 55 ans, joueur de baseball dominicain. (° 17 mai 1957).
- 2023 :
  - Bob Knight, 83 ans, entraîneur de basket-ball américain. (° 25 octobre 1940).